# Olof Dagberg
Eric Olof Dagberg, född 23 september 1901 i Norrköping, död 11 november 1992 i Regna församling, Östergötlands län, var en svensk psykiater.
Dagberg blev medicine licentiat vid Lunds universitet 1929, var extra läkare och amanuens vid Sankt Lars sjukhus 1929–1930, förste underläkare vid psykiatriska kliniken i Lund 1931–1933, underläkare och tillförordnad förste läkare vid Ulleråkers sjukhus i Uppsala 1934–1936, förste läkare vid Frösö sjukhus 1937, tillförordnad överläkare vid Västra Marks och Säters sjukhus 1938, överläkare vid Frösö sjukhus 1938–1944 samt sjukhuschef och överläkare vid Psykiatriska sjukhuset (Konradsberg) i Stockholm 1952–1966 (tillförordnad från 1944). Han var ledamot av utskrivningsnämnderna i Katrineholms stad och Örebro län 1967–1969.
Dagberg skrev Psykiatriska sjukhuset i Stockholm 100 år: plock ur skrifter och arkivalier (1961).

## Sellingaffären
Under en av 1950-talets rättsaffärer genomförde Dagberg 1955 en på uppdrag av Vetenskapsakademien sinnesundersökning av professor Olof Selling vid Naturhistoriska riksmuseet. Enligt denna skulle Selling ha varit allvarligt psykiskt störd, något som helt  tillbakavisades av tre andra psykiatrer, Erik Goldkuhl, Bo Gerle och Axel Wersén. I februari 1956 utfärdade Medicinalstyrelsens rättspsykiatriska nämnd en definitiv friskförklaring av Selling.